# Kerényi Károly Szakkollégium
A Kerényi Károly Szakkollégium a Pécsi Tudományegyetem Bölcsészet- és Társadalomtudományi Karának szakkollégiuma Pécsett.

## A szakkollégiumról

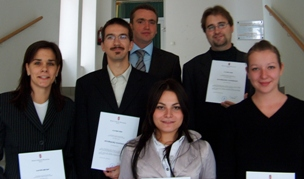
A szakkollégium kiváló diákjai.

A Kerényi Károly Szakkollégium 1993 augusztusában alakult az egykori Janus Pannonius Tudományegyetem Jakabhegyi kollégiumában. Olyan bölcsész hallgatók és oktatók hozták létre, akiket elsősorban saját szaktudományuk érdekelt, és jónak látták, hogy olyan környezetet alakítsanak ki, amelyben nyugodtan „kortyolgathatják együtt a bölcsesség józan borát”. A Szakkollégium jelenleg a Pécsi Tudományegyetem Bölcsészettudományi Karának alintézménye.
A Kerényi Károly Szakkollégium az egyetemi tanulmányai mellett tudományos tevékenységet, kutatómunkát is vállaló és azt magas színvonalon teljesítő hallgatók támogatására jött létre. A szakkollégium végzett diákjai közül a legtöbben PhD-hallgatóként folytatják tanulmányaikat, sokan válnak tanársegéddé különböző magyarországi és külföldi egyetemeken. Megalakulása óta a szakkollégium számos OTDK és kari TDK sikerrel büszkélkedhet. 
A Kerényi Károly Szakkollégium közvetlen demokratikus elvek szerint működik, nagy hangsúlyt fektet a közösségiségre, valamint tagjainak társadalmi kérdésekkel kapcsolatos fogékonyságára. A szakkollégium rendszeresen szervez tudományos előadásokat és konferenciákat, szakkollégiumi kurzusokat, kulturális programokat, könyvbemutatókat, szakmai kerekasztalokat és közéleti vitaesteket. 

## Névadója
Prof. Dr. Kerényi Károly (Temesvár, 1897. január 15. – Ascona, 1973. április 10.) magyar származású svájci klasszika-filológus, vallástörténész, egyetemi tanár. Szerb Antal róla mintázta az Utas és holdvilág című regényének Rudi Waldheim professzorát. 1948 nyarán Lukács György a fasizmus szekértolójának nevezte, így emigrációba kényszerítette.
Számos hazai és külföldi tudományos, akadémiai testület (a Magyar Tudományos Akadémia, a Norvég Tudományos Akadémia, a firenzei Instituto di Studi Etruschi, a frankfurti Forschunginstitut für Kulturmorphologie) tagja, az uppsalai egyetem teológiai karának tiszteletbeli doktora. 1936-tól a pécsi egyetemen a klasszika-filológia tanára. 1943-tól Svájcban él. 1944-1947-ben a bázeli egyetemen a magyar nyelv és irodalom vendégtanára, 1948-1966-ban a zürichi C. G. Jung Intézet kutatásainak irányítója.
Kerényi eredeti elképzelést fejtett ki a mitológia antropológiai és egzisztenciális vonatkozásairól. Mint írja, a „mitológia azoknak, akik benne gondolkoznak és általa fejezik ki magukat, egyúttal élet- és cselekvési forma.” Meggyőződése volt, hogy az antik vallástörténetnek az „antik emberi lét tudományává” kell válnia, és azt a kérdést kell kutatnia, hogy milyen válaszokat kapott a görög ember az élet nagy kérdéseire saját jelen-valóságában, abban a léthelyzetben, amivel a lét kérdése állította szembe.
Ebben a tekintetben az antik vallástörténet a modern ember létezésének lényegét érintő kérdésekre is válaszokat kínál. Az istenalak ugyanis nem hiedelem, vallási képzet vagy gondolkozási alakzat, hanem az emberi lét egy-egy jellegzetes formája, ősképe, archetípusa, amely a valóság felidézésének és emberi valósággá alakításának aktusán keresztül teremtődik.
„A mitológia az ember önábrázolása […], egyúttal pedig a világról szóló kinyilatkoztatás. Az ember saját léte és az őt körülvevő világ valósága egyszerre jut benne kifejezésre a mitológia sajátos hangján […]” – írja az Aszklépiosz-tanulmány elé írott bevezetőjében (15. o.).
Kerényi kései munkásságára erősen hatott a Jung-féle pszichoanalitikai irányzat. Több közös publikációja született Junggal: az isteni gyermekről és az isteni leányról szóló tanulmány német kiadása együtt jelent meg a mitologéma Jung által készített feldolgozásával, s 1941-ben ugyanilyen módon két oldalról világították meg a mitológia alapvonásait Einführung in das Wesen der Mythologie című könyvükben. A József-tetralógiát író Thomas Mannal folytatott levelezése a mítoszról magyarul is olvasható (Bp., 1947).

## Szakmaiság
A Szakkollégium minden évben odaítéli a Logos-díjat azon tagjának, aki a tárgyévben a szakkollégisták közül a legrangosabb fórumon (kiadványban, konferencián stb.) tette közzé munkáját. A különböző fórumok rangsorolásánál figyelembe veszik az egyetem ösztöndíjainak és PhD felvételi kérelmeinek esetében meghatározott rangsort. Mivel a díjat pusztán a munka minősége alapján ítélik oda, a szakkollégista teljesítményei nem adódnak össze, csak a legmagasabb színvonalú fórumot veszik számításba. Ebbe a teljesítménybe nem számít bele az adott évben megrendezett TDK, sem más a szakkollégiumi tagság feltételének számító teljesítmény. A díj célja, hogy a tagokat rangos külső fórumokon való részvételre ösztönözze.

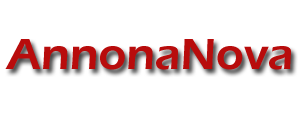
AnnonaNova tanulmánykötet logója

Az Annona Nova a Kerényi Károly Szakkollégium tanulmánykötete, éves periodikája. Egyrészt azokat a tanulmányokat tartalmazza, amelyeket az évente megírandó, máshol nem publikált dolgozatok közül válogatnak ki, másrészt az évente megrendezésre kerülő Kerényi Konferencián elhangzott előadások szerkesztett változatait. A kiadvány kiemelten fontos része a hallgatói közéletnek, hiszen ebben olyan művek jelennek meg, melyek már bizonyították tudományos színvonalukat a szerkesztői bizottság előtt. A szakkollégium intézményének fő küldetése: támogatni a következő kutatói nemzedék kibontakozását egy magas színvonalú kritikai közegben, ami az Annona Nova lektori közössége kíván lenni, karöltve az olvasói közösséggel, mely majd további kritikával illetheti a megjelenő műveket. A kiadvány terjedelme 200-250 oldal, mely körülbelül 15-17 tanulmányt jelent. Az Annona Novához hasonlóan épül fel a Kerényi Károly Szakkollégium másik periodikája, az Alumni Nova, mely korábbi tagok szövegeit gyűjti egybe.

## Szakkollégiumi tanárok
- 1993-1999. Jankovits László
- 1999-2002. Németh Csaba
- 2002.      Tóth Orsolya
- 2002-2003. Szolláth Dávid
- 2003-2005. Kovács Balázs
- 2006-2007. Pete Krisztián
- 2008-2009. Glied Viktor
- 2009-2016. Bagi Zsolt
- 2016-2022. András Csaba
- 2022-2024. Kovács István
- 2024-      Ónya Balázs

## Felvételizőknek
A szakkollégiumba pályázattal lehet bekerülni. A pályázatot a szakkollégium teljes tagsága közösen bírálja el. A megjelent tagokból álló felvételi bizottság a szakmai felkészültség, a tanári ajánlások és a felvételi elbeszélgetés tapasztalatainak figyelembevétele mellett demokratikus úton dönt a pályázatok sikerességéről.

## Külső hivatkozások
- A Kerényi Károly Szakkollégium oldala
- A PTE Bölcsészettudományi Karának oldala
- Szakkollégiumok a PTE-n
- A Kerényi Károly Szakkollégium Facebook oldala
- A Kerényi Károly Szakkollégium academia.edu adatlapja